# 우암 송시열 초구1령
우암 송시열 초구1령(尤庵 宋時烈 貂구1領)은 서울특별시 강남구에 있는 조선시대의 초구 복식 유물이다. 1977년 9월 5일 서울특별시의 민속문화재 제26호로 지정되었다.

## 개요
초구는 ‘담비’라는 족제비과 짐승의 가죽으로 만든 옷을 이른다. 이 옷은 조선 효종이 입던 겉저고리를 우암 송시열에게 하사한 것이다.
노란털의 빛깔이 곱고 따뜻해 보이는 이 옷은 양팔을 벌린 너비가 184cm이며, 등솔기의 세로 길이는 95cm이다. 안쪽면에는 우암의 친필로 옷에 얽힌 내력을 상세하게 적어 놓았다. 원래 비단천으로 된 안감이 있었는데, 우암이 죽어 저 세상으로 갈 때 임금이 하사한 옷을 전부 입고 갈 수는 없다 하여 안감만 뜯어 입고 가서 모피만 남은 것이라 전한다.
효종은 인조의 둘째 아들로, 인조 4년(1626)에 봉림대군으로 봉해졌는데, 이때 우암이 그의 스승으로 임명되면서 깊은 인연을 맺게 되었다. 병자호란 때 봉림대군이 소현세자와 함께 청나라에 볼모로 잡혀가자 우암은 일체의 벼슬을 사양하고 낙향하였고, 효종이 즉위하여 우암에게 관직을 주어 부르자 비로소 벼슬에 나아가 효종의 북벌계획의 핵심인물로 발탁되어 활약하였다. 이후 김자점 일파가 청나라에 조선의 북벌 동향을 밀고함으로써 우암은 관직에서 물러나게 되었고, 효종은 뜻을 이루지 못한 채 즉위 10년 만인 1659년에 승하하였다. 생전에 효종은 북벌 때 청나라의 혹독한 추위를 이겨내라고 이 옷을 하사하였는데, 우암은 때때로 그 뜻을 되새기며 옷을 붙잡고 통곡하였다고 한다.
왕이 하사한 옷으로서의 가치보다는 임금과 신하 사이의 굳은 의리를 느끼게 하는 상징적인 자료로서의 가치가 주목된다. 옷의 안쪽면에 우암의 친필로 적어 놓은 기록 또한 보기드문 모습이다.

## 참고 자료
- 우암송시열초구1령 - 국가유산청 국가유산포털